# Ruth Westheimerová
Karola Ruth Siegel (4. června 1928 Wiesenfeld, Německo – 12. července
2024), provdaná Westheimerová, byla americká komička, herečka a zpěvačka.
Pochází z rodiny ortodoxních židů; její rodiče zahynuli v koncentračním táboře Auschwitz, Ruth válku přežila díky tomu, že byla kindertransportem odeslána do Švýcarska. Po válce odjela do Palestiny, vstoupila do organizace Hagana a žila v kibucu, za první arabsko-izraelské války byla odstřelovačkou. Vystudovala psychologii na Pařížské univerzitě. Od roku 1956 žila v USA, v roce 1965 získala americké občanství. Pracovala pro organizaci Planned Parenthood a stala se populární poradkyní v otázkách sexuality, známou v médiích jako Doktorka Ruth, vystupovala mj. v pořadu Late Night with David Letterman. Proslula svérázným humorem, německým přízvukem i drobnou postavou (měří pouze 140 cm). Pohostinsky přednášela na Yaleově univerzitě, vydala okolo čtyřiceti naučných publikací (ve slovenštině vyšel roku 1993 Sprievodca bezpečnejším sexom). Hrála ve francouzské filmové komedii Jedna nebo dvě ženy, vznikla o ní životopisná divadelní hra Becoming Dr. Ruth. 